# Amtsgericht Geestland

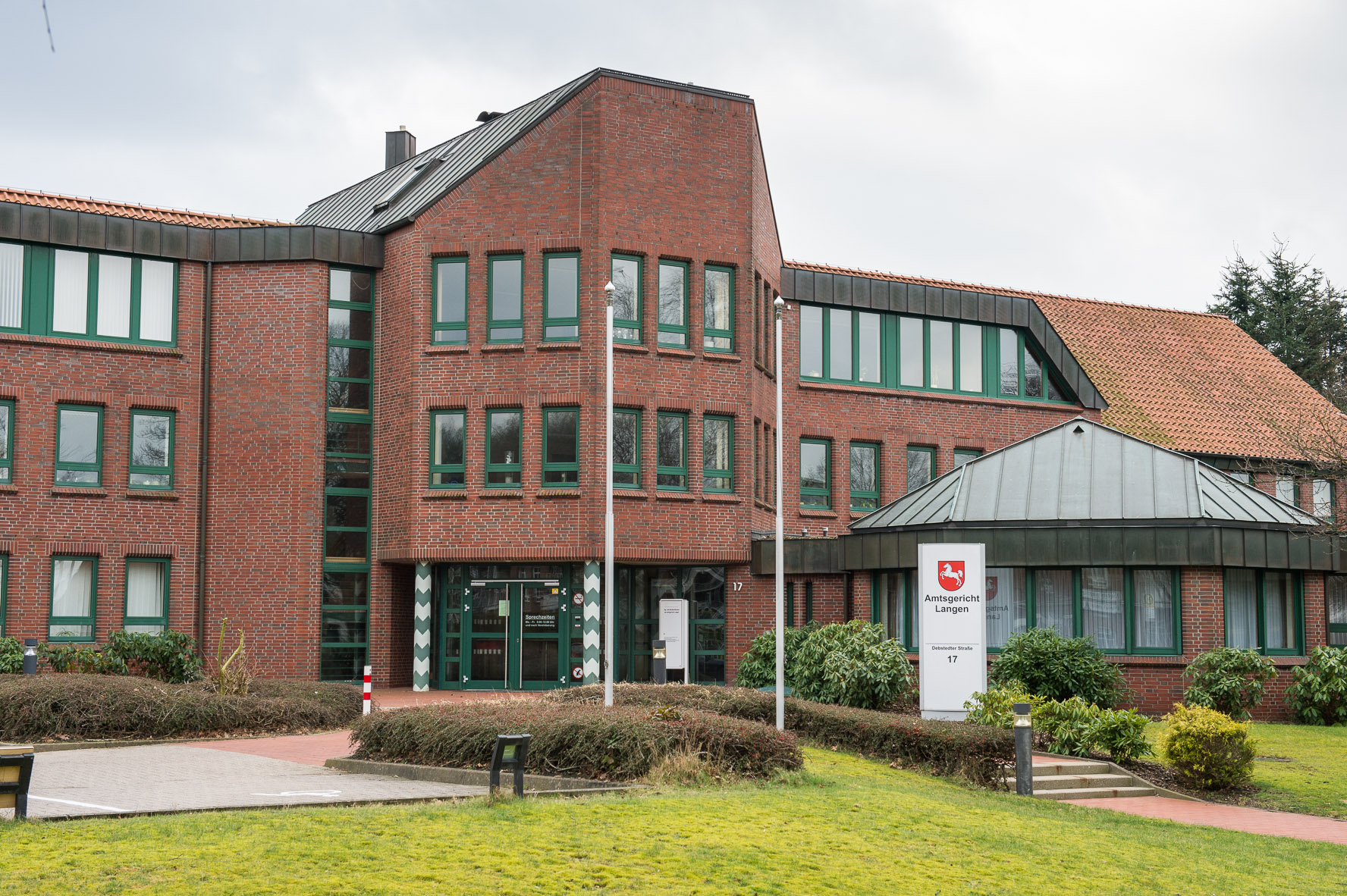
Amtsgerichtsgebäude

Das Amtsgericht Geestland ist eines von acht Amtsgerichten im Landgerichtsbezirk Stade und hat seinen Sitz im Ortsteil Langen in der Stadt Geestland. Bis zur Fusion der Stadt Langen mit der Samtgemeinde Bederkesa am 1. Januar 2015 war seine Bezeichnung Amtsgericht Langen.

## Übergeordnete Gerichte
Dem Amtsgericht Geestland sind im Instanzenzug das Landgericht Stade, das Oberlandesgericht Celle sowie der Bundesgerichtshof in Karlsruhe übergeordnet.

## Geschichte
Im Februar 1948 wurde ein Amtsgericht nach Langen verlegt. Es entstand aus niedersächsischen Gebieten, die bisher zum Amtsgericht Wesermünde bzw. den Amtsgerichten in Lehe und Geestemünde gehörten. 1952 waren vier Richter am Gericht in Langen angestellt. 2004 waren es sechs Amtsrichter und vier Gerichtsvollzieher.

## Gerichtsgebäude
Das Gericht befand sich ab 1948 zunächst in Räumen der Scheelschen Villa am Hinschweg. 1955 ging das Haus in den Besitz des Fiskus über, andere bisher noch im Gebäude lebenden Mieter zogen 1955 aus. 1956 wurden umfangreiche Um- und Ausbauten der Villa abgeschlossen. Das Gericht ist heute in einem Gebäude an der Debstedter Straße untergebracht.